# Памятник князю Юрию Всеволодовичу и епископу Симону Суздальскому
Памятник князю Юрию Всеволодовичу и епископу Симону Суздальскому — памятник, установленный в честь основателя Нижнего Новгорода князя Юрия Всеволодовича и его духовного наставника, святителя Симона Суздальского. Расположен в исторической части Нижнего Новгорода, на территории Кремля.

## История
Возможность установки памятника основателю Нижнего Новгорода начала обсуждаться в конце 1980-х годов. В этот период был проведён первый конкурс, в котором участвовал почётный гражданин Нижнего Новгорода скульптор Павел Иванович Гусев. В его проекте князь Юрий (Георгий) Всеволодович изображался на коне. Изначально было предложено поставить памятник в кремле, но идея не нашла поддержки среди городских архитекторов, которые выдвигали альтернативные предложения: возвести памятник под Зеленским съездом напротив Коромысловой башни; около гостиницы «Нижегородской»; напротив Канавинского моста, на месте снесённого здания электростанции (1896, арх. П. П. Малиновский). Позже, 6 декабря 1993 года вышло совместное распоряжение областной и городской администрации о создании памятника, по которому предполагалось установить монумент на пересечении улицы Пожарского под Зеленским съездом. На данном конкурсе не был утверждён ни один проект.
В начале XXI века был объявлен второй конкурс, по итогам которого первое место получил эскизный проект В. И. Пурихова, а местом установки был выбран кремль. Виктор Иванович Пурихов — нижегородский скульптор, в 1971 году окончил Абрамцевское художественно-промышленное училище и переехал в Горький, обучаться искусству ваятеля в мастерской П. И. Гусева. Первая работа Пурихова — скульптурный портрет композитора М. А. Балакирева, установленный 10 октября 1980 года у домика Балакирева на Провиантской улице. Архитектором постамента выступил Вадим Васильевич Воронков.
Торжественное открытие памятника состоялось 27 февраля 2008 года. Памятник был поставлен рядом с местом, где в 1221—1227 годах стояла деревянная церковь архистратига Михаила (в 1631 году здесь был выстроен сохранившийся собор Архангела Михаила). Ранее на этом месте стоял каменный поклонный крест в честь Кирилла и Мефодия, впоследствии перенесённый в сквер рядом с Домом Советов и Арсеналом.

## Мнения о памятнике

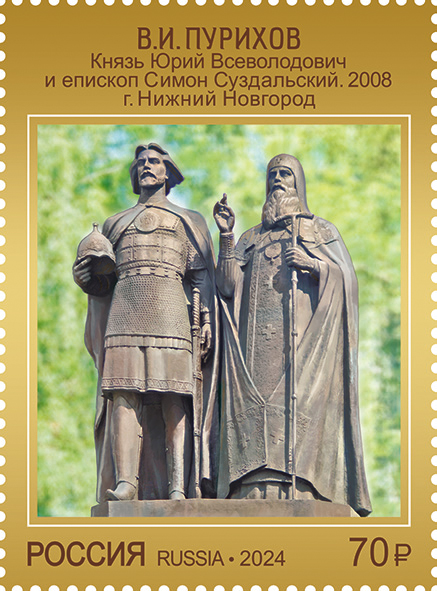
Марка Почты России, 2024 год.

Возведение памятника активно поддерживал архиепископ Георгий, после приезда в нижегородскую епархию обративший внимание горожан на то, что Нижний Новгород — единственный город, основатель которого был признан святым русской православной церковью. Именно архиепископ предложил изобразить князя не одного, а вместе с его духовным наставником Симоном. Подобное решение вызвало негативную реакцию среди мусульманской общины города.
Историк П. В. Чеченков писал, что памятник скорее символизирует современную «симфонию светской и духовной власти», чем отражает достоверные исторические события, поскольку участие епископа Симона в основании города не зафиксировано никакими достоверными источниками.